# ルノー R35
ルノー R35 (Renault R35) は、フランスのルノー社が1930年代半ばに開発した軽戦車。1,500輌以上が量産され、1940年のドイツによる侵攻当時、フランス陸軍戦車部隊の主力であった。
制式名称は「Char léger Modèle 1935 R（軽戦車-1935年式-R、Rはルノー製を示す）」だが、一般に「R35」と呼ばれる。

## 開発
フランスは第一次世界大戦中に傑作軽戦車FT-17を生み出し、これを大量に保有していたが、1920年代半ばになるとその旧式化は明らかで、代替戦車の開発が進められることになった。
1924年の計画によって開発されたルノー D1、その改良型であるルノー D2は、FT-17の発展型だったが、FT-17を代替するには車格も大きく、安価でもなかったために、1933年、改めて歩兵支援用の新型軽戦車開発計画が開始された。
これに先立ちオチキス社では、後にH35として結実する独自の軽戦車を提案していたが、政治的理由により計画はその要素を取り入れた上で広く各社から案を募ることとなった。要求された性能は、
- 武装：機銃2丁あるいは小口径砲
- 装甲：垂直面で30mm（1934年、25mmSA34対戦車砲の試験の後、40mmに変更）
- 重量：6t 以内
- 乗員：2名
- 通常速度：8-10km/h

というもので、対戦車能力は求められておらず、内容は、あくまでFT-17と同等の車両で装甲と機動力のみを向上させた、その近代化版であった。たった2名の乗員で運用できる特質にこだわったのは、ひとつ第一次大戦による人口減のため、また大革命の時代からフランスを悩ませている国内の出生率の低さにより他国より人的資源の回復が遅れていたため、そして数量を揃えるには車両を小型化しコストと材料を抑えたかったためとされる。
計画ではオチキスが先行していたものの、ルノーは社内呼称 ZM と呼ばれる試作車を他社に先駆け1934年末に完成させた。ルノーは同時期に、騎兵科の偵察用軽戦車AMR33の発展型AMR35（社内呼称 ZT ）の開発を手掛けており、ZM は開発期間短縮のためAMR35とよく似た水平ラバー・サスペンションの足回りが使われた。車体はシャーシ底面・側面のみ圧延鋼板製、ほかは鋳造パーツの組み合わせとされた。
ZM の砲塔は当初機銃2丁を同軸に装備したものだったが、1935年に21口径37mmピュトーSA18と7.5mm機銃各1を搭載したピュトー工廠製APX砲塔に変更された。同砲塔はオチキスH35にも使われた。37mmピュトーSA18はFT-17に搭載されている砲で、スクラップ予定のFT-17の同砲を再利用することは時間とコストの節約になるうえ、すでに大量の弾薬の備蓄もあるという「合理的判断」が、その採用の理由であった。
試験の結果、ZM は重量配分が不均衡で不整地走行能力が良くなく、超壕能力も低いことが指摘されたが、早急に戦車を揃えることが優先され、若干の手直しを経て、同車は「Char léger Modèle 1935 R（軽戦車-1935年式-R）」として採用、1935年4月29日、300輌が発注された。その後発注はさらに追加され、1939年9月までの発注量が1,800輌、さらに戦時計画に則り500輌が生産予定であった。実際の生産量は1939年9月までに1,070輌で、1940年6月のフランス降伏までにさらに500輌程度が完成した。
ルノーR35に割り振られた登録番号は 50001 以降で、改良型で同じ続き番号を使ったR40のうち、知られている最も若い番号は 51549 であるため、番号通りに生産されたと考えれば、R35の生産量は最大1,548輌ということになる。

## 改良
試作車で指摘された欠点は生産型でも克服されておらず、不整地走行能力の不足については、後に足回りを変更したR40の登場を促すことになる。超壕能力については、採用後の1938年、AMX製の尾橇が導入されたが、これは後期生産分の一部の車両に付けられただけだった。
APX砲塔の前面・左右面の計3カ所には、初期には双眼鏡式の外部観察装置が備えられていたが、これは後に単純なスリット式に変更になった。これは同じ砲塔を持つオチキスH35も同様である。

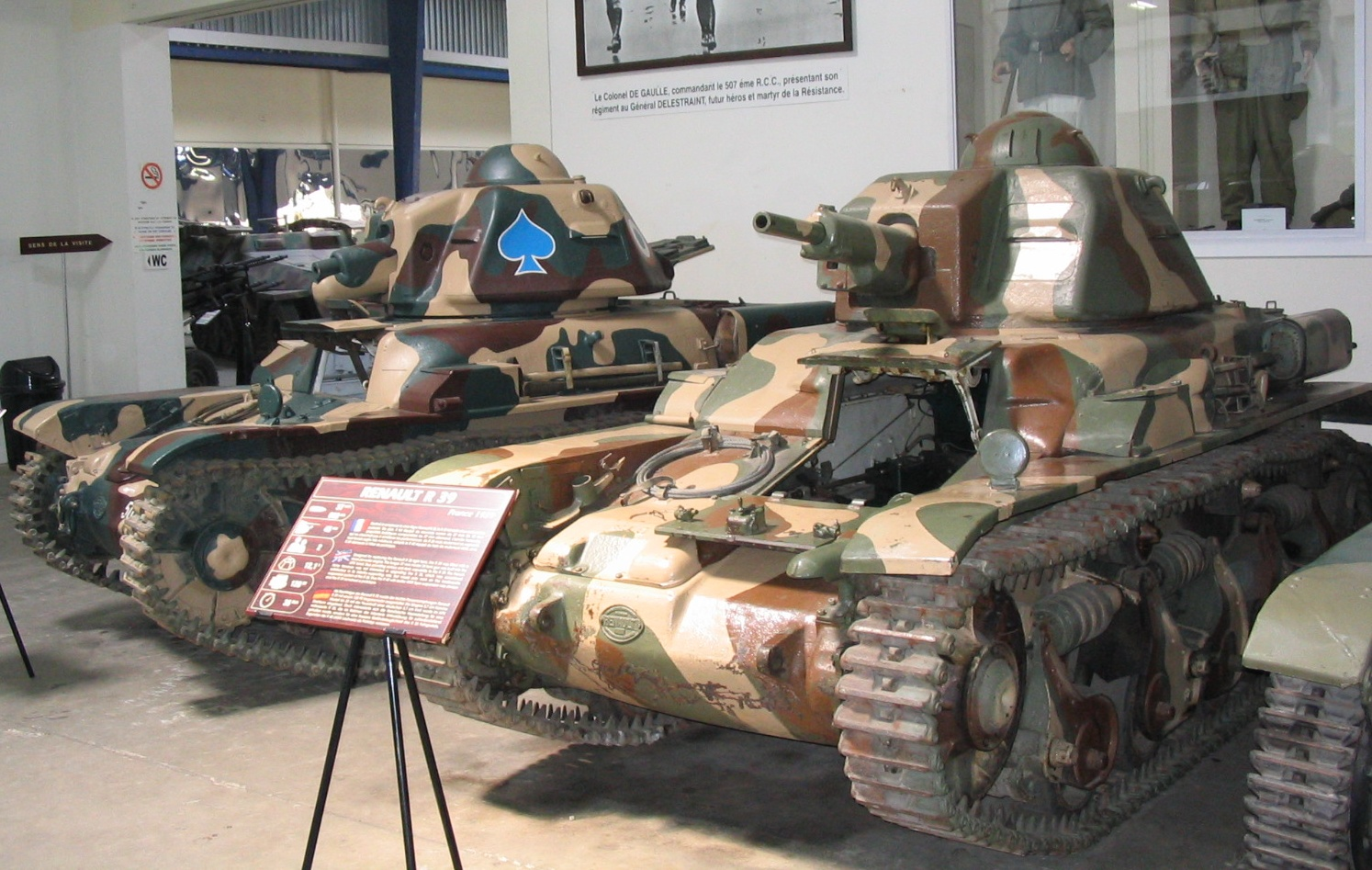
長砲身装備型（手前）と短砲身装備型（奥）、ソミュール戦車博物館

主砲の21口径37mmピュトーSA18はもともと対戦車能力を考慮しておらず、距離1,000mで15mmの装甲貫徹力しか持たなかった。しかし、スペイン内戦で使われたドイツのラインメタル製37mm Pak35/36対戦車砲がショックをもたらし、軽戦車により強力な砲を搭載することが検討された。APX R砲塔の小ささが制約となったものの、同砲塔に合わせた、より長砲身の37mmSA38戦車砲が開発され、1939年半ばから生産に入った。SA38は、距離1,000mで30mmの装甲を貫徹可能であった。
1940年後半には全ての軽戦車をSA38に換装する計画が進められた。しかし、オチキスH35系ではある程度の同砲搭載型が生産されたのに対して、ルノーR35では改良型のR40が全車SA38装備であったものの、R35ではごく一部に装備されるに留まった。SA38搭載のR35は「ルノー R39」と呼ばれることもあるが、これは俗称であり正式な独自名称はない。

## 戦歴
1939年9月の戦時動員時、フランス本国では歩兵科の21個戦車大隊（Bataillon de Char de Combat, = BCC）がR35を装備していた。各大隊は、3個中隊よりなり、中隊は4個小隊で各3輌を装備、さらに各中隊長車、大隊長車、本部付が5輌で、計45輌が定数だった。これらはほとんどが独立大隊だったが、1940年5月、第2、第24、第44大隊は、ド・ゴール率いる新編の第4機甲師団（4ème DCR）に編入された。
1940年の対独戦時には、さらに3個大隊と、ポーランドからの亡命兵士による、スタニスワフ・マチェク率いる第10ポーランド旅団がR35とR40の混成で編成されていた。一方、海外植民地でも3個大隊がR35装備であった。
数量的にはフランス戦車部隊の主力だったR35だが、実戦では、ほとんど有益な働きを見せることはできなかった。フランス陸軍の戦術が時代遅れであっただけでなく、その想定に忠実に設計されたR35は、新しい「電撃戦」の戦場での使用に適さなかった。40mmの装甲はドイツの37mm対戦車砲に600m以上の距離であれば耐えたが、機動性は低く、生産車の大部分が装備していた主砲、37mmSA18は対戦車能力を持たなかった。
乗員は2名で、戦闘中、車長は、砲塔リングにさし渡された革ベルトに腰掛けるという不安定な姿勢で、外部の監視、操縦手への指示、武装の操作、車両間の連絡という全ての役割をこなさなければならなかった。しかも適切な車内連絡手段はなく、外部連絡についてもごく一部の車両を除いては無線設備はなく、車両間の連絡手段は砲塔上面の小ハッチから突き出す手旗のみだった。
ド・ゴール指揮下の第4機甲師団の一翼として、アベヴィル方面での反撃に参加するなど、一部で一矢報いる活躍はしたが、大部分は潰走の混乱の中で失われた。

## ドイツでの使用状況

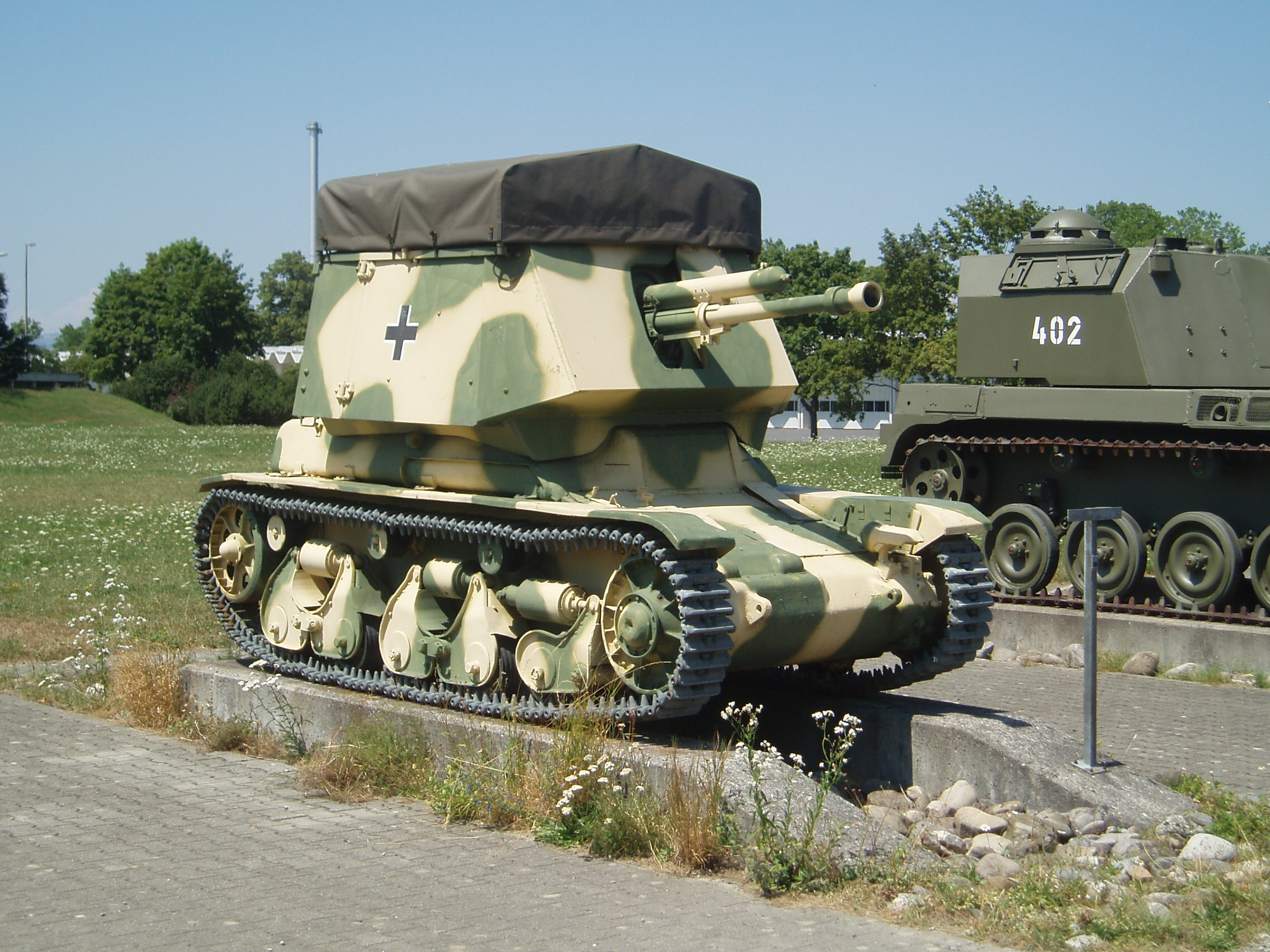
スイス、トゥーン戦車博物館に現存する　4.7cm Pak(t) auf PzKpfw 35R(f)

フランス戦の結果、ドイツは多数の使用可能なR35を入手することになった。2線級の部隊で戦車型が使われたほか、一部は対戦車自走砲や、砲塔を外してトラクターに改造されて使用された。
Panzerkampfwagen 35R 731(f)
標準の戦車型。まったくの無改造である場合もあるが、多くは、砲塔上面にハッチを付ける改造が行われていた。これは本来のキューポラを基部のみ残して切断して付ける場合と、キューポラ自体を撤去して砲塔上面に直接ハッチを付ける場合とがあった。無線機も搭載され、左フェンダー上にアンテナが設けられた。フランス駐留の歩兵部隊などに警備用に分散配備されたほか、1943年に再編成された第21戦車師団の第100戦車旅団にも配備されたが、後者はほぼ訓練用途で、数ヶ月後に兵站部に返却されている。ほか、装甲列車に積載されたものもあり、列車上から射撃するか下車して機動戦闘を行った。この種の装甲列車は主にレジスタンス/パルチザンの破壊工作から鉄道線を守るために運用された。
4.7cm Pak(t) auf PzKpfw 35R(f)

I号対戦車自走砲の生産終了に伴い、これに代わる車両として、R35ベースの同種車両の開発命令が1940年12月末に出された。アルケット社の設計により、1941年5月から10月にかけ、計200輌が改装された。これは、その後ドイツ軍で多用された戦車車台利用の対戦車自走砲としては、I号対戦車自走砲に続く2番目のものだった。搭載砲はI号対戦車自走砲と同じチェコ製4.7cm対戦車砲だが、新設された上部戦闘室は上面を除いて四周が防御されており、I号対戦車自走砲よりも防御力は向上していた。2線級の対戦車大隊で使用され、1942年、一部が重砲牽引車に再改装されたが、1944年になってもまだ110輌がフランス駐留の部隊で使用されており、ノルマンディーの戦いでも、非力ながら連合軍を迎え撃つために使われている。
5.0cm Pak38 auf PzKpfw 35R (f)
4.7cm砲搭載自走砲の能力向上型として、5cm砲搭載型が1941年に試作された。搭載砲を除き、戦闘室形状は4.7cm砲型とほぼ同じである。試作1輌のみに終わった。
Befehlspanzer 35R (f)
4.7cm砲搭載自走砲の随伴指揮用車両として26輌が製作された。基本形状は4.7cm砲搭載自走砲と同じで、主砲の代わりにMG34機銃1丁を戦闘室前面に装備するタイプの写真が残されているが、通常の戦車型ベースの指揮車両が用いられたと記述する資料もあり、26輌の生産台数がどちらを指すのかはっきりしない。
Munitionspanzer 35R 731(f)
弾薬運搬車。通常の戦車型をベースに砲塔を撤去したもの。
Bergeschlepper 35R 731(f)
回収車。弾薬運搬車同様、通常の戦車型をベースに砲塔を撤去したものが用いられた。弾薬運搬車や回収車の一部は、砲塔用開口部を塞いだもの、あるいはこの部分に防盾付きMG34機銃を装備したものもある。
Mörserzugmittel 35R (f)
弾薬運搬車や回収車と同様、砲塔を撤去したR35が重砲牽引車として使用された。15cm重榴弾砲、21cm重臼砲などの牽引に用いられた。

## フランス、ドイツ以外の使用国
ポーランド
100輌の購入契約を結び、最初の50輌は1939年7月に輸入された。第二陣が1939年9月に船積みされたが、これはポーランドの敗戦により到着しなかった。第一陣のうち45輌が第21軽戦車大隊に配備された。第21軽戦車大隊はR35のほか、ラフリー製軍用車などを持つフランス式装備の部隊で、司令部直属の独立大隊であった。訓練用のマニュアルはフランス語のものしかなく、1939年9月の開戦時、部隊はまだルーマニア国境に近いポーランド南東部で準備中の段階であった。9月17日のソ連軍侵入に伴い、部隊はルーマニアに向けての撤退戦を行った。ルーマニアに逃れることができたR35は34両であった。また、第21軽戦車大隊および装甲部隊技術調査室（BBT Br.Panc）が保有したR35の数輌は、9月戦役後半、臨時編成されたR35戦車独立中隊において使用された。
 ルーマニア王国
当初200輌のライセンス生産が計画されたものの契約は成立せず、直接フランスから輸入されることになった。フランス本国での需要、その他の国への輸出との関係で供給は遅れ、結局、1939年に41輌が到着したのみで、残りはフランスの敗戦によって果たせずに終わった。
しかし、1939年9月のポーランド陥落で、国境を越えてルーマニアに逃亡した元ポーランド軍のR35を接収した結果、ルーマニアが保有するR35は計75輌となった。R35は第2戦車連隊に配属され、1941年からの戦いでは、ベッサラビア、北ブコビナ解放戦、オデッサ包囲戦に投入された。その後第2連隊は予備部隊とされた。1944年、30輌のR35は鹵獲品であるソ連製の45mm戦車砲搭載型に改造された。砲の搭載のため、砲塔は砲耳部のバルジが前方に延長された。これらは「R35戦車駆逐車（Vanatorul de care R35, VDC R35）」と名付けられた。改造型は第2連隊に戻され、通常型とともにチェコやオーストリア方面での戦いに参加した。
 トルコ
1940年1月に50輌を注文、これらは4月に到着した（100輌輸入説もあり）。
 ユーゴスラビア
1940年に54輌が輸入され、第1戦車大隊 (Bbk) に配備された。R35は、開戦時にユーゴスラビアが装備していた最新鋭の戦車であった。これらは、1941年のドイツのユーゴスラビア侵攻時、4月13-14日のドイツ第11戦車師団との戦闘でほとんどが破壊された。
 イタリア王国
1941年、ドイツから124輌を供与された。イタリアでは中戦車に分類され、「M/R 35」の名称が与えられた。これらは後にシチリアの防衛戦で使用された。
 ブルガリア公国
1941年、ドイツから40輌を購入。これは、却下されたLT-35の追加輸入の代替品だった。ブルガリアでのR35の評価は低く、訓練用を中心に限定的に使用されたのみだった。
 シリア
第一次中東戦争の際、シリア軍によって、旧仏領からの独立時に残された数輌のR35が使用された。1948年5月に5両のR35がガリラヤ地域のキブツ デガニア・アレフに侵攻し（キナロット渓谷の戦い）、キブツの防衛部隊によって3両が撃破された。このうち1両は現在も記念碑としてキブツに残されている。1991年のイスラエル軍による調査で、このR35がイギリス製のPIATで破壊された事が判明した。また、ラトルン戦車博物館にもシリア軍の塗装を施したR35が展示されている。
 イスラエル
前項のシリア軍とのキブツ デガニア・アレフでの戦闘でおそらく2両を鹵獲し、第8旅団第82戦車大隊のオチキスH39戦車中隊に組み込まれ、約2か月後の1948年7月のダニー作戦に投入された。ロッド空港制圧作戦時の写真が残されており、おそらくこの戦闘で行動不能になったとみられる。
 レバノン
1940年代後半よりオチキスH38/H39と共にレバノン軍で使用されていた。一部の車両はルーマニアの「R35戦車駆逐車」と同様の改造を施し、イギリス製のオードナンスQF 2ポンド対戦車砲が搭載された。これらの車両は後にPLOによって使用されたものもあった。

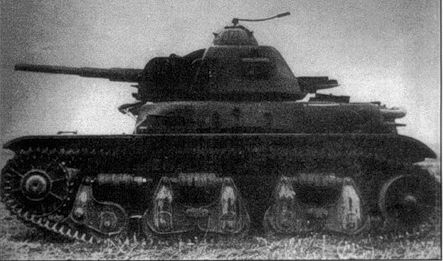
ルーマニア軍によって改造されたVDC R35
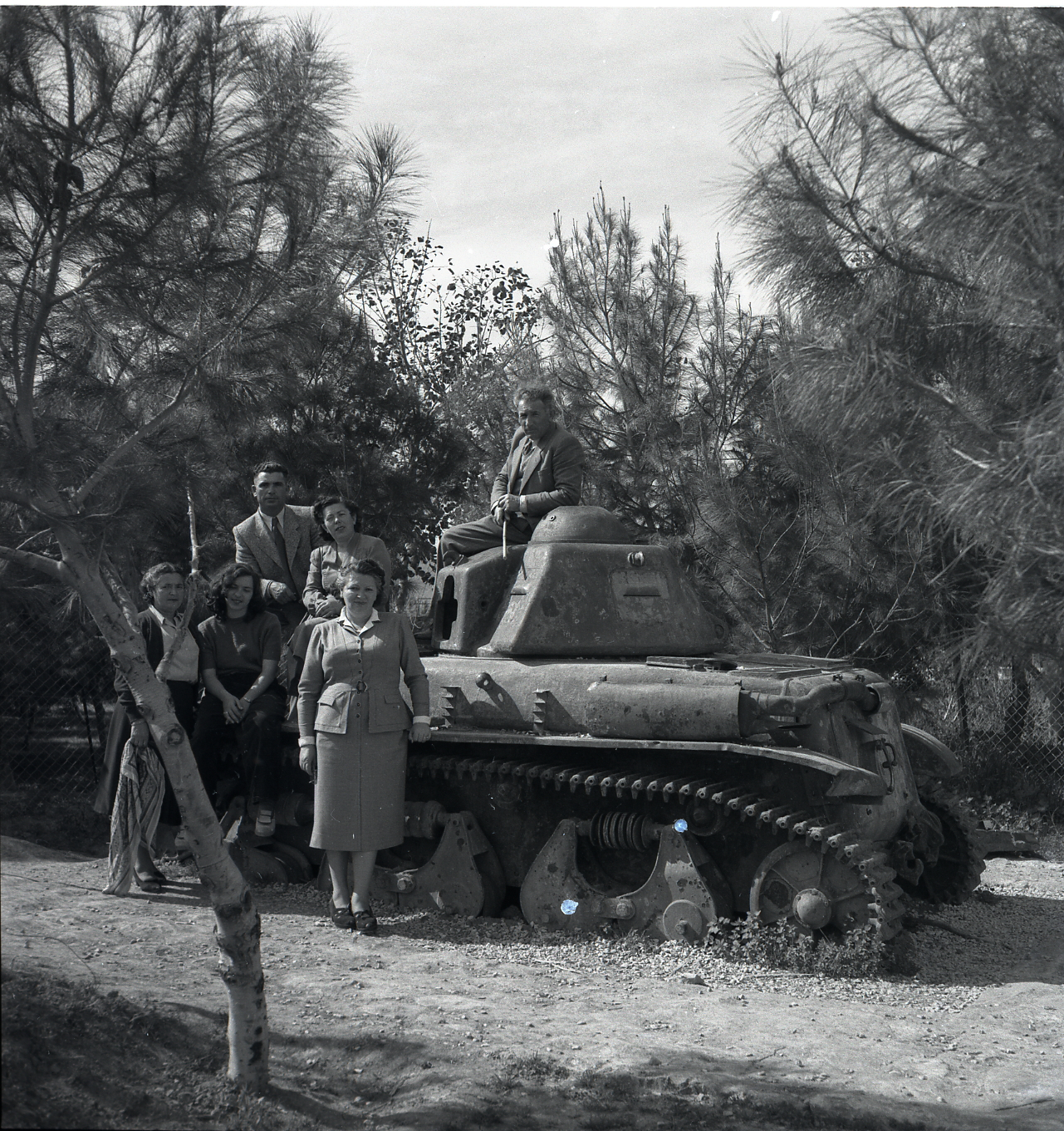
キブツ デガニア・アレフに残されたシリア軍のR35
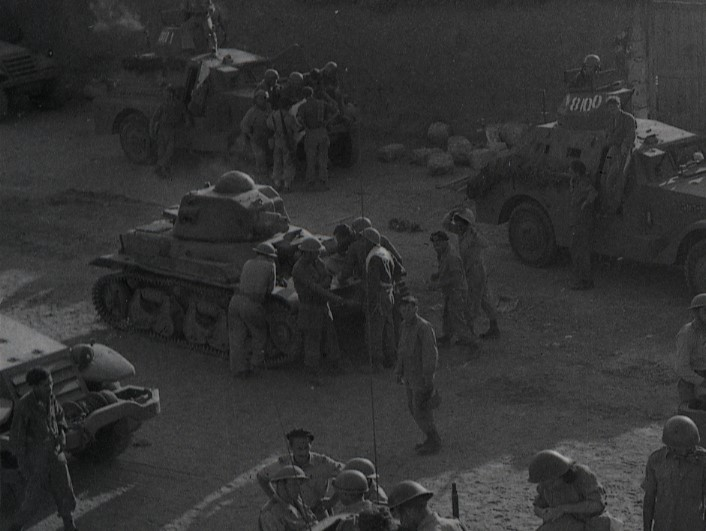
ダニー作戦時のイスラエル軍のR35

## 登場作品

### 漫画・アニメ
『ガールズ&パンツァー激闘!マジノ戦ですっ!!』
マジノ女学院の所有車両として2両が登場。練習試合直前に主砲が長砲身のSA38に換装され、火力がパワーアップされているが、一人乗り砲塔ゆえに指揮に忙殺されて装填が間に合わなくなる場面が度々描写される。

### ゲーム
『World of Tanks』
フランス軽戦車Renault R35として開発可能。
『コンバットチョロQ』
諸外国タンクとして登場。また、アリーナのライトクラスの8番目の敵としても登場。
『トータル・タンク・シミュレーター』
フランスとポーランドの改軽戦車として使用可能。
『虫けら戦車』
小さくなり虫と戦うことになったドイツ兵がフィールド上で見つけると使用できる。